# Жилівська сільська рада
Жи́лівська сільська́ ра́да — адміністративно-територіальна одиниця та орган місцевого самоврядування в Новоселицькому районі Чернівецької області. Адміністративний центр — село Жилівка.

## Загальні відомості
- Населення ради: 725 осіб (станом на 2001 рік)

## Населені пункти
Сільській раді були підпорядковані населені пункти:
- с. Жилівка

## Склад ради
Рада складалася з 14 депутатів та голови.
- Голова ради: Антонюк Ілля Опанасович
- Секретар ради: Гусан Алла Валентинівна

### Керівний склад попередніх скликань
| Прізвище, ім'я, по батькові | Основні відомості                                                 | Дата обрання | Дата звільнення |
| --------------------------- | ----------------------------------------------------------------- | ------------ | --------------- |
| Антонюк Ілля Опанасович     | Сільський голова, 1968 року народження, освіта вища, безпартійний | 26.03.2006   | 31.10.2010      |
| Антонюк Ілля Опанасович     | Сільський голова, 1968 року народження, освіта вища, безпартійний | 31.10.2010   |                 |

Примітка: таблиця складена за даними сайту Верховної Ради України

### Депутати
За результатами місцевих виборів 2010 року депутатами ради стали:

#### За суб'єктами висування
| Суб'єкт висування | Кількість обраних депутатів | %   |
| ----------------- | --------------------------- | --- |
| Самовисування     | 14                          | 100 |

#### За округами
| № округу | Прізвище, ім'я, по батькові     | Дата визнання обраним | Освіта             | Партійна приналежність                        | Відомості про обраного депутата                     |
| -------- | ------------------------------- | --------------------- | ------------------ | --------------------------------------------- | --------------------------------------------------- |
| 1        | Скицько Олександр Володимирович | 01.11.2010            | вища               | позапартійний                                 | студент                                             |
| 2        | Гусан Алла Валентинівна         | 01.11.2010            | середня спеціальна | член Всеукраїнського об'єднання «Батьківщина» | Жилівська сільська рада, секретар                   |
| 3        | Скицько Юрій Михайлович         | 01.11.2010            | середня спеціальна | позапартійний                                 | тимчасово не працює                                 |
| 4        | Андронович Денис Вікторович     | 01.11.2010            | середня спеціальна | позапартійний                                 | тимчасово не працює                                 |
| 5        | Дячук Іван Павлович             | 01.11.2010            | середня            | позапартійний                                 | тимчасово не працює                                 |
| 6        | Васильков Артем Володимирович   | 01.11.2010            | середня спеціальна | позапартійний                                 | тимчасово не працює                                 |
| 7        | Гаращук Микола Леонтійович      | 01.11.2010            | середня            | позапартійний                                 | тимчасово не працює                                 |
| 8        | Дячук Денис Юрійович            | 01.11.2010            | середня спеціальна | позапартійний                                 | студент                                             |
| 9        | Козак Ігор Вікторович           | 15.11.2010            | середня спеціальна | позапартійний                                 | фельдшерсько-акушерський пункт с. Жилівка, фельдшер |
| 10       | Довганюк Сергій Сергійович      | 01.11.2010            | середня спеціальна | позапартійний                                 | тимчасово не працює                                 |
| 11       | Пислар Ігор Валентинович        | 01.11.2010            | середня спеціальна | позапартійний                                 | Довжоцька загальноосвітня школа, вчитель            |
| 12       | Пислар Юрій Феодосійович        | 01.11.2010            | середня спеціальна | позапартійний                                 | фермерське господарство «Славне», фермер            |
| 13       | Ільчук Олександр Феодосійович   | 01.11.2010            | середня спеціальна | позапартійний                                 | Новоселицька РДА, водій                             |
| 14       | Антонюк Наталія Опанасівна      | 01.11.2010            | середня спеціальна | позапартійна                                  | приватний підприємець                               |